# Уттал, Джай
Джай Утта́л (англ. Jai Uttal, хинди जय उत्तल; имя при рождении — Дуглас Уттал, англ. Douglas Uttal) — американский музыкант, певец и поэт-песенник. Часто выступает со своим оркестром Pagan Love Orchestra. Музыка Уттала испытала на себе влияние ритм-н-блюза 1960-х — 1970-х годов и традиционной индийской музыки, в особенности индуистской религиозной музыки в стиле киртан.
Джай Уттал, урождённый Дуглас Уттал родился в семье руководящего работника музыкальной индустрии Ларри Уттала и Памелы Уттал. В девятнадцатилетнем возрасте Джай переехал в Калифорнию, где обучался вокалу и игре на сароде у Али Акбар Хана. Позднее Джай отправился в Индию, где обучался бхакти-йоге под руководством Ним Кароли Бабы. В Индии Джай глубоко вдохновился творчеством странствующих бенгальских музыкантов баулов. Джай провёл с ними некоторое время, общаясь на языке музыки. Этот опыт заметно повлиял на формирование его уникального музыкального стиля.
Музыка Джай Уттала — медитативная. Пользуется популярностью среди практикующих йогу. В записях 1990-х годов Уттал использовал элементы джаза, регги и рока, а также духовые аранжировки Питера Апфельбаума.
Джай Уттал женат на бразильянке Нубии Тейшейре. От этого брака у него есть сын Эзра Гопал.

## Дискография
- Footprints (1990)
- Monkey (1992)
- Yoga Chant
- Spirit Room
- Beggars and Saints (1995)
- Shiva Station (1997)
- Nectar
- Mondo Rama
- Kirtan!
- Music for Yoga
- Pranayama
- Loveland
- Dial M for Mantra
- Thunder Love (2009)
- Bhakti Bazaar (2010)